# Maka Fa'akinanga
El Maka Fa'akinanga («Inclinado contra la roca» en tongano) es una gran losa vertical utilizada a modo de trono situado en Tonga, en la parte oriental de la isla de Tongatapu en la localidad de Niutōua, en Heketā. Fue construido en el siglo XIII por el rey Tā Tui en honor a sus dos hijos.  El monumento forma parte del complejo conocido como el "Stonehenge del Pacífico". 

## Descripción
Maka Fa'akinanga una gran losa de piedra caliza coralina. Tiene unos 4 m de alto y 2,5 m de ancho. Tiene una serie de marcas de hendidura en el frente que se asemejan a una gran cabeza, hombros y espalda de alguna persona.
Cerca del monolito hay un trilito llamado Ha'amonga 'a Maui («La carga de Maui» en tongano).

## Historia
Según los relatos tradicionales, el monumento fue realizado por el Tu'i Tā Tui para protegerse de los ataques por la retaguardia.  Se dice que cuando el rey estaba sentado con la espalda apoyada en el trono, estaba a salvo de los asesinos que podían acercarse sigilosamente detrás de él, y con su largo bastón podía golpear de rodillas a todos los enemigos potenciales desde el frente. 